# 吳濂
吳濂（?—?），字元吉，號學巖，福建福清縣石塘人，清朝文人，同進士出身。

## 生平
雍正十一年（1733年）癸丑科三甲第十六名進士，授山西偏關縣知县，未到任即卒。吳濂學識淵博，貫通經史。光緒《福清縣志》有傳。

## 著作
著有《竦筆軒詩鈔》、《玉柱軒詩領》、《玉柱軒古文鈔》、《蒲籯金前集》、《應世文章》等。